# Pallottolino e il delitto del telefono
Pallottolino e il delitto del telefono (Bout-de-Zan et le Crime au téléphone) è un cortometraggio muto del 1914 diretto da Louis Feuillade.

## Produzione
Il film fu prodotto dalla Société des Etablissements L. Gaumont.

## Distribuzione
Distribuito dalla Société des Etablissements L. Gaumont, uscì nelle sale cinematografiche francesi il 16 gennaio 1914.